# Melanagromyza erigeronis
Melanagromyza erigeronis är en tvåvingeart som beskrevs av Spencer 1963. Melanagromyza erigeronis ingår i släktet Melanagromyza och familjen minerarflugor. Inga underarter finns listade i Catalogue of Life.